# 香川県道145号八栗原線
香川県道145号八栗原線（かがわけんどう145ごう やくりはらせん）は、香川県高松市を通る一般県道である。

## 概要
四国八十八箇所第八十五番霊場である八栗寺の境内を起点として南下し、山麓で国道11号（志度街道）に合流する。八栗寺の境内は自動車通行不能。
八栗寺と第八十六番霊場の志度寺方面をつなぐ遍路道として利用されている。

### 路線データ
- 起点：高松市牟礼町牟礼（八栗山境内）
- 終点：高松市牟礼町大町（八栗新道交差点、国道11号交点）
- 総延長：3.047 km

## 路線状況

### 別名
- 八栗新道

## 地理

### 通過する自治体
- 高松市

### 交差する道路
| 交差する道路 | 交差する場所 | 交差する場所          |
| ------------ | ------------ | --------------------- |
| 国道11号     | 牟礼町大町   | 八栗新道交差点 / 終点 |

### 交差する鉄道
- 高松琴平電気鉄道志度線

### 沿線
- 八栗寺
- 八栗山上駅 - 四国ケーブル八栗ケーブル
- 香川県立高松北中学校・高等学校
- 八栗新道駅 - 高松琴平電気鉄道志度線
- 讃岐牟礼駅 - JR四国高徳線